# Meisenweber
Der Meisenweber (Ploceus alienus, Syn.: Sitagra aliena) zählt innerhalb der Familie der Webervögel (Ploceidae) zur Gattung der Ammerweber (Ploceus).
Der lateinische Artzusatz kommt von lateinisch alienus ‚fremd‘.
Der Vogel kommt in Ostafrika in Burundi, in der Demokratischen Republik Kongo, in Ruanda und Uganda in den Bergwäldern im Westlichen Rift vor.
Das Verbreitungsgebiet umfasst immergrünen Bergwald von 1500 bis 3000 m Höhe, auch Lichtungen, Sekundärwald und Bambus.

## Merkmale
Die Art ist 14 cm groß und wiegt zwischen 19 und 24 g. Das Männchen ist grün auf der Oberseite mit schwarzem Kopf, Schnabel, Nacken, Kehle bis mittlere Brust, dort kastanienbraun, in der Mitte tropfenförmig abgesetzt. Die Iris ist rötlich. Die Unterseite ist gelb. Das Weibchen unterscheidet sich durch kastanienbraune Kehle. Jungvögel sind blasser mit dunkel grünlichem Kopf.
Die Art ist monotypisch.

## Stimme
Der Gesang des Männchens wird als rhythmisches „wee chow-chow-chow“ beschrieben, auch abfallende Pfeifserien von 5–7 Tönen wie beim Brillenweber (Ploceus ocularis) kommen vor.

## Lebensweise
Die Nahrung besteht hauptsächlich aus Insekten, auch Beeren und Pflanzensamen. Die Suche nach Nahrung erfolgt im Unterholz und zwischen den Bäumen in  mittlerer Bewuchshöhe.
Die Brutzeit liegt zwischen Januar und Mai, in der Demokratischen Republik Kongo und im Januar bis Februar und Juni sowie Oktober in Uganda. Die Art ist monogam mit möglicherweise längerer Paarbindung.

## Gefährdungssituation
Der Bestand gilt als nicht gefährdet (Least Concern).